# Carlos Carrión
Carlos Alfonso Carrión Figueroa (Loja, 25 de enero de 1944) es un escritor ecuatoriano. Desde julio de 2024 forma parte de la Academia Ecuatoriana de la Lengua

## Biografía
Realizó sus estudios primarios en su parroquia natal, escuela fiscal Víctor Mercante; los de educación media los hizo en el colegio nocturno Leones de Loja. Fue graduado "Profesor normalista" por el Normal de Cariamanga. Su licenciatura en Filosofía y Letras la obtuvo en la Facultad de Filosofía, Letras y Ciencias de la Educación de la Universidad Nacional de Loja.
Se doctoró en Letras por la Universidad Complutense de Madrid, con una tesis sobre la novela del chileno José Donoso (1975). Este trabajo de investigación fue publicado por la Universidad Nacional de Loja en 1990. Su estancia en Madrid duró cuatro años, y mientras realizó los estudios, hizo breves andanzas por París y Londres.
Su principal obra es El corazón es un animal en celo. Son diez narraciones cortas, expresión viva de nuestro diario caminar, de nuestra lucha incesante por ser y estar, por vivir y trascender, por construir y formar aunque sólo en la ilusión... una manera de amar o una manera de olvidar.
Sus obras se caracterizan por un marcado erotismo, rondando muchas veces el tema del amor entre un hombre maduro y una adolescente, principal tema de su obra "El Deseo que lleva tu nombre", en la que una niña que está entrando en la pubertad seduce a su profesor de gramática un misógino de 40 años que dedica su vida al cuidado de sus plantas.
Ha obtenido numerosos premios dentro y fuera del país, 
Primer Lugar en el concurso nacional Virgen del Carmen de Zaragoza, España. 
Primer lugar en el concurso nacional José de la Cuadra, Ecuador.
Primer Lugar en el concurso nacional de literatura Joaquín Gallegos Lara, Ecuador. 
Primer Lugar en el concurso nacional de literatura Pablo Palacios, Ecuador. 
Primer Lugar en el concurso de literatura Latin Heritage foundation, Washington. 
Primer lugar en el concurso nacional de literatura Miguel Riofrío, Ecuador.

## Obras
La extensa bibliografía de Carlos Carrión incluye las siguientes obras:

### Novelas
- El deseo que lleva tu nombre (1990)
- Una niña adorada (1993)
- Una guerra con nombre de mujer (1995)
- ¿Quién me ayuda a matar a mi mujer? (2006)
- La utopía de Madrid (2012)[3]
- La mantis religiosa (2014)[4]

### Cuentos
- La sonrisa del asno (1992)
- Porque me da la gana (1969)
- Ella sigue moviendo las caderas (1979)
- Los potros desnudos (1979)
- El más hermoso animal nocturno (1982)
- El corazón es un animal en celo (1995)
- El amante sonámbulo (2008)
- Habló el rey y dijo muuu (2011)[5]
- Una chica dormida en un caballo (2019)[6]
- El colt 45 de Caín (2019)[6]
- El colibrí que quiso escribir una novela (2019)[6]
- El teniente y su cerdo de confianza (2019)[6]

### Ensayos
- Técnicas de la novela actual (1990)
- De Loja a Roma pasando por donde Maite (2000)
- Caballo de papel (2002)